# Ray Pickrell
Ray Pickrell (16 maart 1938 - 20 februari 2006) was een Brits motorcoureur. Pickrell won in zijn carrière vier keer een wedstrijd bij de Isle of Man TT. 

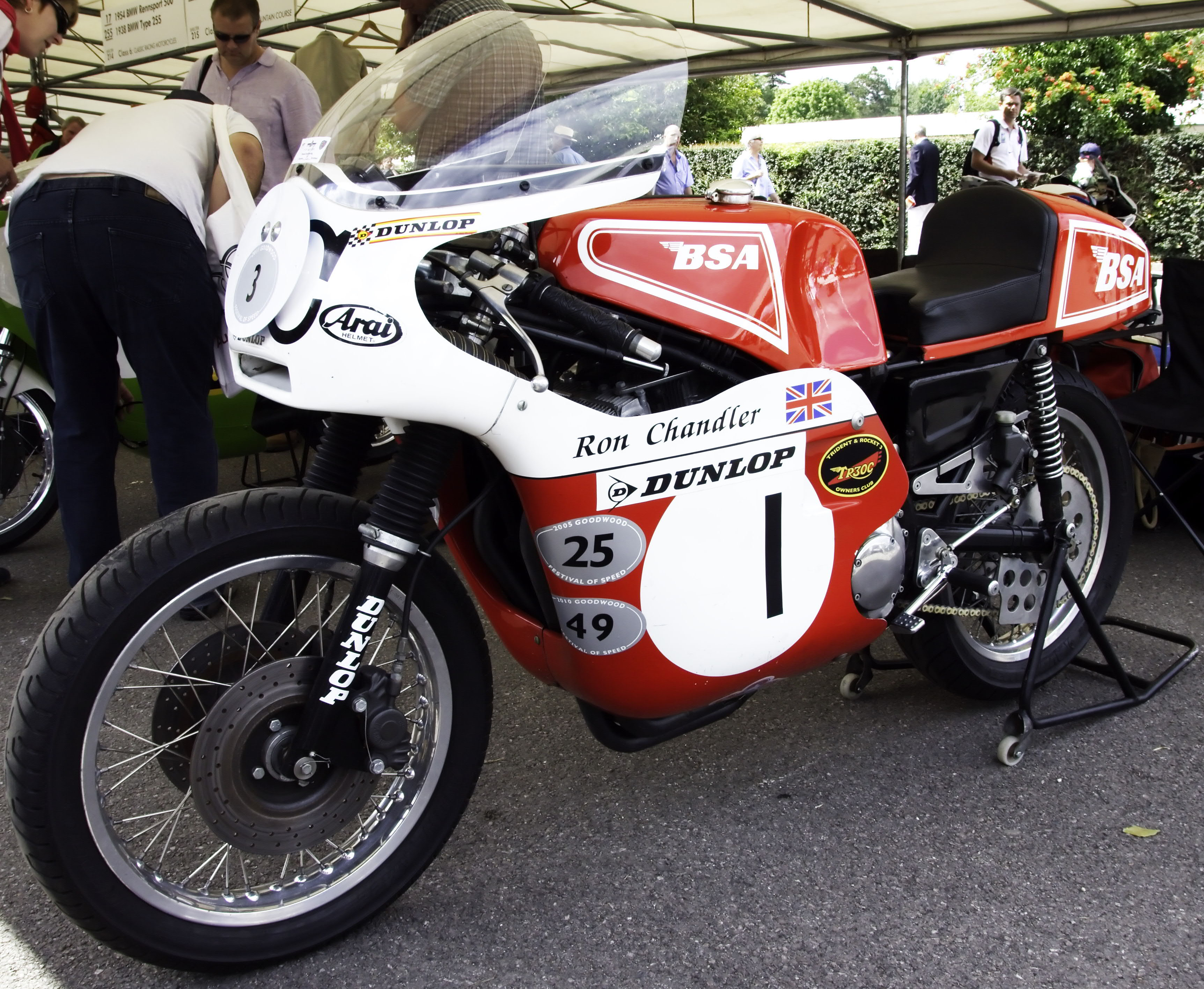
Rocket 3 racer in de versie van 1971

Voor zover bekend debuteerde Ray Pickrell tijdens de Production 750 TT van 1967, waar hij met een Triumph uitviel. In 1968 won hij deze race echter, met een Dunstall Norton Dominator.
In 1970 reed hij de Isle of Man TT met lichtere motoren: In de Junior TT werd hij zevende met een Aermacchi Ala d'Oro 350 en in de Lightweight 250 cc TT viel hij met een Honda uit. Dankzij zijn zevende plaats eindigde hij als 27e in het 350 cc wereldkampioenschap wegrace. Met een Norton werd hij in dat jaar derde in de Production 750 TT.
In die periode bracht de BSA-groep, waartoe ook Triumph behoorde, twee bijna identieke modellen uit: de BSA A75 Rocket 3/Triumph T150 Trident. Men richtte zich op wegraces in de 750 cc klasse, die in Europa echter nog dun gezaaid waren en door de FIM ook niet werden ondersteund. Alle racemotoren waren dan ook nog gebaseerd op standaardmodellen. In 1971 trok men Ray Pickrell aan als coureur, maar de financiële middelen waren toen al zeer beperkt. Pickrell won echter wel samen met Percy Tait de Bol d'Or op een Triumph Trident. Met een BSA won Ray Pickrell de 200-mijlsrace die tijdens de Thruxton 500 voor speciale fabrieksracers werd verreden. De Anglo-American Match Races was een teamwedstrijd die zes races in één weekend omvatte en tussen coureurs uit de Verenigde Staten en het Verenigd Koninkrijk ging. Pickrell maakte met zijn BSA deel uit van het winnende Britse team. In 1972 won het Britse team opnieuw, maar nu reed Ray Pickrell weer met een Triumph Trident. Pickrell won met een standaard Triumph Trident ook de Production 750 TT en met een speciale racer (Slippery Sam) de Formula 750 cc TT.
Tijdens races op Mallory Park raakte Pickrell ernstig geblesseerd. Zijn been was verbrijzeld en bleek na herstel 7 cm korter te zijn. Om dat weer te herstellen zou hij een volledig raceseizoen moeten overslaan. Daarom maakte hij begin 1973 bekend zijn racecarrière te beëindigen.
Ray Pickrell overleed op 20 februari 2006.